# Draumr Þorsteins Síðu-Hallssonar
Il Draumr Þorsteins Síðu-Hallssonar (italiano: Sogno di Þorsteinn figlio di Síðu-Hallr) è un þáttr che narra di come Þorsteinn fu visitato in sogno da tre donne che lo avvertirono della sua morte imminente. Questo þáttr è stato scritto alla fine del XIII secolo e l'autore è ignoto.

## Opera

### Riassunto
Mentre Þorsteinn sta dormendo, tre donne gli appaiono in sogno e lo avvertono che il suo schiavo Gilli é assetato di vendetta per essere stato castrato su suo ordine. Le tre donne gli consigliano quindi di ucciderlo, ma il giorno seguente lo schiavo è introvabile. Le tre donne tornarono due notti non e gli preannunciano la morte sua e di suo figlio. La notte successiva, lo schiavo Gilli ritorna e taglia la gola di Þorsteinn nel sonno, ma viene catturato da altri servi, torturato, ucciso e gettato in una palude.

### Commento
Le tre donne del sogno (draumkonur) sono molto probabilmente delle fylgjur, figure soprannaturali della mitologia norrena che spesso preannunciavano la morte in sogno. Alla fine del racconto viene detto, inoltre, che lo schiavo Gilli era discendente di un re irlandese, Kjarvalr il Vecchio. Questo testimonia la grandissima presenza di schiavi irlandesi in Islanda in quel periodo.